# Berenpatrouille
De Berenpatrouille (Russisch: Медвежий патруль; Medvezji patroel) is de benaming voor groepen mensen die met steun van het Wereld Natuur Fonds en de Russische Raad voor Zeezoogdieren (Sovjet po Morskim Mlekopitajoesjtsjim) patrouilles uitvoeren langs de kust van het Russische Hoge Noorden, meer bepaald de kusten van Jakoetië en Tsjoekotka, tijdens de migratieperiode van de ijsberen tussen september en januari. De dienst houdt zich onder andere bezig met het registreren van de ijsbeerpopulaties, het beschermen van de walruskolonies (voedsel) tegen stropers, het informeren van de lokale bevolking over de ijsberen en het geven van waarschuwingen wanneer de beren bewoonde nederzettingen dreigen te naderen.
Berenpatrouilles zijn onder andere actief bij de Tsjoektsjische dorpen Ryrkajpi, Vankarem en Noetepelmen.